# Liste der Staatsoberhäupter Italiens
Diese Liste der Staatsoberhäupter Italiens umfasst alle Könige und Präsidenten des modernen italienischen Staats, der 1861 aus dem Sardinien-Piemont genannten Savoyerstaat (italienisch stato sabaudo) hervorging. Für die unmittelbaren Vorgänger siehe daher Liste der Herrscher von Savoyen.

## Könige von Italien
| # | Bild | Name Name in Italienisch (Lebensdaten)                                                                                             | Regierungszeit                                 | Standarte |
| - | ---- | --- | ---------------------------------------------- | --------- |
| 1 |      | Viktor Emanuel II. Vittorio Emanuele Maria Alberto Eugenio Ferdinando Tommaso di Savoia (* 14. März 1820; † 9. Januar 1878)        | 17. März 1861 – 9. Januar 1878                 |           |
| 2 |      | Umberto I. Umberto Rainerio Carlo Vittorio Emanuele Giovanni Maria Ferdinando Eugenio di Savoia (* 14. März 1844; † 29. Juli 1900) | 9. Januar 1878 – 29. Juli 1900                 |           |
| 3 |      | Viktor Emanuel III. Vittorio Emanuele Ferdinando Maria Gennaro di Savoia (* 11. November 1869; † 28. Dezember 1947)                | 29. Juli 1900 – 9. Mai 1946                    |           |
| 4 |      | Umberto II. Umberto Nicola Tommaso Giovanni Maria di Savoia (* 15. September 1904; † 18. März 1983)                                | 9. Mai 1946 – 13. Juni (de jure 18. Juni) 1946 |           |

## Provisorische Staatsoberhäupter
| # | Bild             | Name              | Amtszeit                         |
| - | ---------------- | ----------------- | -------------------------------- |
| 1 |                  | Alcide De Gasperi | 18. Juni 1946 – 1. Juli 1946     |
| 2 | Enrico De Nicola | Enrico De Nicola  | 1. Juli 1946 – 31. Dezember 1946 |

## Präsident der Italienischen Republik
| #  | Bild                 | Name                 | Amtszeit                              | Anmerkungen | Standarte |
| -- | -------------------- | -------------------- | ------------------------------------- | --- | --------- |
| 1  | Enrico De Nicola     | Enrico De Nicola     | 31. Dezember 1946 – 12. Mai 1948      | Mitglied der Partito Liberale Italiano, wurde im 1. Wahlgang gewählt.                                                                    |           |
| 2  | Luigi Einaudi        | Luigi Einaudi        | 12. Mai 1948 – 11. Mai 1955           | Mitglied der Partito Liberale Italiano, wurde im 4. Wahlgang gewählt.                                                                    |           |
| 3  | Giovanni Gronchi     | Giovanni Gronchi     | 11. Mai 1955 – 11. Mai 1962           | Mitglied der Democrazia Cristiana, wurde im 4. Wahlgang gewählt.                                                                         |           |
| 4  | Antonio Segni        | Antonio Segni        | 11. Mai 1962 – 6. Dezember 1964       | Mitglied der Democrazia Cristiana, wurde im 9. Wahlgang gewählt, trat 1964 zurück.                                                       |           |
| 5  | Giuseppe Saragat     | Giuseppe Saragat     | 29. Dezember 1964 – 29. Dezember 1971 | Mitglied der Partito Socialista Democratico Italiano, wurde im 21. Wahlgang gewählt.                                                     |           |
| 6  | Giovanni Leone       | Giovanni Leone       | 29. Dezember 1971 – 15. Juni 1978     | Mitglied der Democrazia Cristiana, wurde im 23. Wahlgang gewählt, trat 1978 zurück.                                                      |           |
| 7  | Sandro Pertini       | Sandro Pertini       | 9. Juli 1978 – 29. Juni 1985          | Mitglied der Partito Socialista Italiano, wurde im 16. Wahlgang gewählt.                                                                 |           |
| 8  | Francesco Cossiga    | Francesco Cossiga    | 3. Juli 1985 – 28. April 1992         | Mitglied der Democrazia Cristiana, wurde im 1. Wahlgang gewählt, trat 1992 zurück.                                                       |           |
| 9  | Oscar Luigi Scalfaro | Oscar Luigi Scalfaro | 28. Mai 1992 – 15. Mai 1999           | Mitglied der Democrazia Cristiana, wurde im 16. Wahlgang gewählt.                                                                        |           |
| 10 | Carlo Azeglio Ciampi | Carlo Azeglio Ciampi | 18. Mai 1999 – 15. Mai 2006           | Parteilos, wurde im 1. Wahlgang gewählt.                                                                                                 |           |
| 11 | Giorgio Napolitano   | Giorgio Napolitano   | 15. Mai 2006 – 14. Januar 2015        | Mitglied der Democratici di Sinistra, wurde im 4. Wahlgang gewählt und am 22. April 2013 im 6. Wahlgang wiedergewählt, trat 2015 zurück. |           |
| 12 | Sergio Mattarella    | Sergio Mattarella    | 3. Februar 2015 – heute               | Mitglied der Partito Democratico, wurde 2015 im 4. Wahlgang gewählt und 2022 im 8. Wahlgang wiedergewählt.                               |           |